# Werner Röhrig
Werner Röhrig (* 3. August 1934 in Leverkusen; † 14. Dezember 2010 ebenda) war ein deutscher Fußballspieler. Er war viele Jahre Kapitän von Bayer 04 Leverkusen, so auch der Oberliga-Aufstiegsmannschaft von 1962 (damals höchste deutsche Spielklasse). Mit Ende 20 entschied er aus Berufsgründen, seine aktive Karriere zu beenden. Später war er Vorstandsmitglied der Fußballabteilung und Mitglied des Ältestenrates von Bayer 04, zudem kümmerte sich bis zu seinem Tod um das historische Archiv der Fußballer.

## Wirken
Röhrig war das, was man einen klassischen Straßenfußballer nannte. Erst im Alter von 17 Jahren wurde er von Jugendtrainern der Sportvereinigung Bayer 04 in einer Schülermannschaft entdeckt. Auf Anhieb wurde er mit den A-Junioren 1952 Mittelrheinmeister und wechselte in die Amateurmannschaft, die von Theo Kirchberg trainiert wurde. Hier spielte er u. a. mit dem späteren Meistertrainer Udo Lattek zusammen und empfahl sich für die erste Mannschaft, die 1956 aus der erstklassigen Oberliga abstieg.
1962 führte er die Werkself als Kapitän wieder in die erstklassige Oberliga West. Trotz einer erfolgreichen Saison 1962/63 mussten die Leverkusener nach nur einem Jahr wieder den Gang in die Zweitklassigkeit antreten. Der Grund lag in der Einführung der Bundesliga. Durch ein umstrittenes Auswahlverfahren war es Bayer 04 unmöglich, sich für diese zu qualifizieren, auch wenn die Werkself im Laufe der Saison nur eines der zehn Spiele gegen die westdeutschen Bundesligagründungsmitglieder verlor und zwei Heimsiege gegen den späteren Meister aus Dortmund und Vizemeister Köln verbuchen konnte: „Obwohl wir eine tolle Mannschaft hatten mit späteren Bundesligagrößen und Nationalspielern wie Manfred Manglitz, Werner Biskup, Uwe Klimaschefski, Werner Görts und Hans-Otto Peters“, erinnerte sich Werner Röhrig.
In der Regionalliga West blieb Röhrig auf eigenen Wunsch hin nicht mehr lange aktiv, um sich voll und ganz seinem Beruf bei der Firma Agfa zu widmen. Der Fußballabteilung blieb er dennoch eng verbunden als Spieler und späterer Organisator der von Fredy Mutz ins Leben gerufenen Traditionsmannschaft, Mitglied des Fußball-Abteilungsvorstands, des Ältestenrates sowie der historischen Kommission des TSV Bayer 04 Leverkusen. Röhrig besuchte bis zu seinem Tod, soweit ihm möglich war, jedes Heimspiel der Werkself.
Werner Röhrig war der ältere Bruder von Helmut Röhrig, mit dem gemeinsam dem Kader der Regionalliga-Mannschaft aus der Saison 1963/64 angehörte. Beide standen in dieser Saison, weil Helmut noch nicht zu einem Pflichtspiel-Einsatz kam, nicht gemeinsam auf dem Platz.